# Akrobatkowate
Akrobatkowate (Acrobatidae) – rodzina małych, nadrzewnych ssaków z rzędu dwuprzodozębowców (Diprodontia).
Rodzina Acrobatidae została wyodrębniona w 1987 z rodziny drzewnicowatych (Burramyidae). Obejmuje tylko trzy gatunki o niewielkich rozmiarach: 6,5-12 cm długości (bez ogona) i 10-53 g masy ciała. Akrobatka występuje w Australii, a Distoechurus pennatus na Nowej Gwinei. Występują na terenach zalesionych, preferują lasy eukaliptusowe. Są zwierzętami nocnymi. Żywią się roślinami, głównie nektarem, a także owadami.

## Podział systematyczny
Do rodziny należą następujące rodzaje:
- Acrobates A.G. Desmarest, 1818 – akrobatka
- Distoechurus W.C.H. Peters, 1874 – dziuplówka – jedynym przedstawicielem jest Distoechurus pennatus W. Peters, 1874 – dziuplówka pióroogonowa